# Ставропольская улица (Краснодар)
Ставропо́льская у́лица — улица в Центральном и Карасунском внутригородских округах города Краснодара. Является одной из важнейших магистралей города. Начинается из Постовой улицы от Суворовского моста, далее на восток и заканчивается у въезда в парк «Солнечный остров» с переходом в Трамвайную улицу.

## История
Бывший Ставропольский шлях. Активная застройка началась с 1880-х годов. В 1912 году улица уже охвачена трамвайной сетью, на Ставропольской улице было построено Пашковское трамвайное депо (затем — Восточный трамвайный парк, Восточное депо).
С 1924 по 1993 год называлась улицей Карла Либкнехта.

## Транспорт

### Трамвай
Маршруты — 4, 5, 6, 7, 8, 9, 10, 12.

### Троллейбус
Маршруты — 7, 12.

### Маршрутное такси
Маршруты — 28, 30, 37, 39, 44, 47, 48, 65, 177, 183.

## Важные объекты
- Вещевой рынок («Вишняки»)
- Октябрьский районный суд Краснодара
- Новый театр кукол (бывший кинотеатр «Октябрь»)
- Восточное трамвайное депо
- Кинотеатр «Болгария»
- Кубанский государственный университет
- Государственный архив Краснодарского края
- Детская поликлиника № 3
- Городская поликлиника № 3
- Детская стоматологическая поликлиника № 2
- Советский районный суд Краснодара